# Aligudarz megye

Loresztán tartomány megyéinek elhelyezkedése

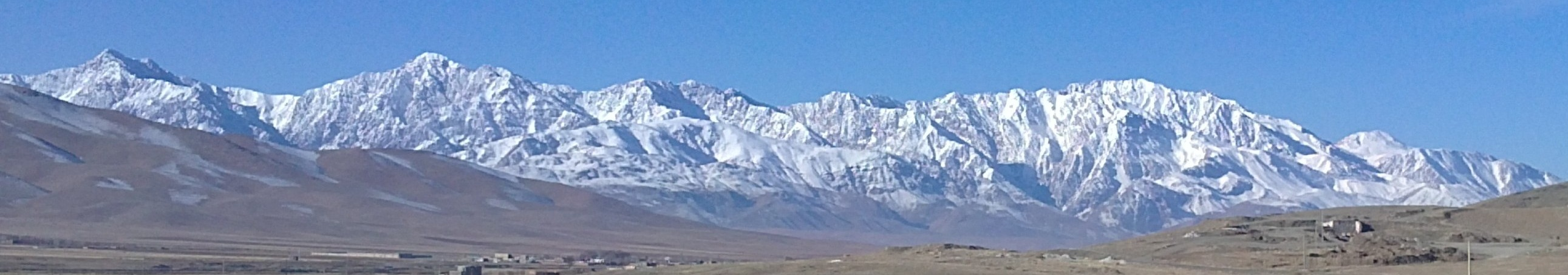
Az Ostorán-hegy látképe

Aligudarz megye (perzsául: شهرستان الیگودرز) Irán Loresztán tartománynak egyik délkeleti megyéje az ország nyugati részén. Északon Dorud megye és Azná megye, északkeleten, keleten Iszfahán tartomány, délen Huzesztán tartomány, nyugaton Horramábád megye határolják. Székhelye a 78 000 fős Aligudarz városa. A megye lakossága 134 802 fő. A megye három további kerületre oszlik: Központi kerület, Beshárat kerület, Zaz va Máhru kerület, Barbarud-e Garbi kerület, Barbarud-e Sargi kerület.

## Fordítás
- Ez a szócikk részben vagy egészben  az   Aligudarz County című angol Wikipédia-szócikk ezen változatának fordításán alapul.  Az eredeti cikk szerkesztőit annak laptörténete sorolja fel. Ez a jelzés csupán a megfogalmazás eredetét és a szerzői jogokat jelzi, nem szolgál a cikkben szereplő információk forrásmegjelöléseként.